# Jemali-Giorgi Jinjolava
Jemali-Giorgi Jinjolava (Tiflis, 28 de junio del 2000) es un futbolista georgiano que juega de defensa central en el FC Lokomotivi Tbilisi de la Erovnuli Liga.

## Carrera deportiva
Jinjolava comenzó su carrera deportiva en el FC Saburtalo en 2018, cediéndolo en verano de ese año al Fundación Benidorm C. D., en el que jugó hasta diciembre de 2019.
En enero de 2020 fichó por el FC Lokomotivi Tbilisi.

## Carrera internacional
Jinjolava fue internacional sub-17, sub-19 y sub-20 con la selección de fútbol de Georgia, y en la actualidad es internacional sub-21.

## Clubes
| Club                              | País    | Año         |
| --------------------------------- | ------- | ----------- |
| Dinamo Tbilisi                    | Georgia | 2018 - 2020 |
| Fundación Benidorm C. D. (cedido) | España  | 2018 - 2019 |
| FC Lokomotivi Tbilisi             | Georgia | 2020 - Act. |